# 东三省防疫事务总处
东三省防疫事务总处，位于黑龙江省哈尔滨，存在于1912年至1932年，是中国近代第一所常设防疫机构。

## 历史

### 创办

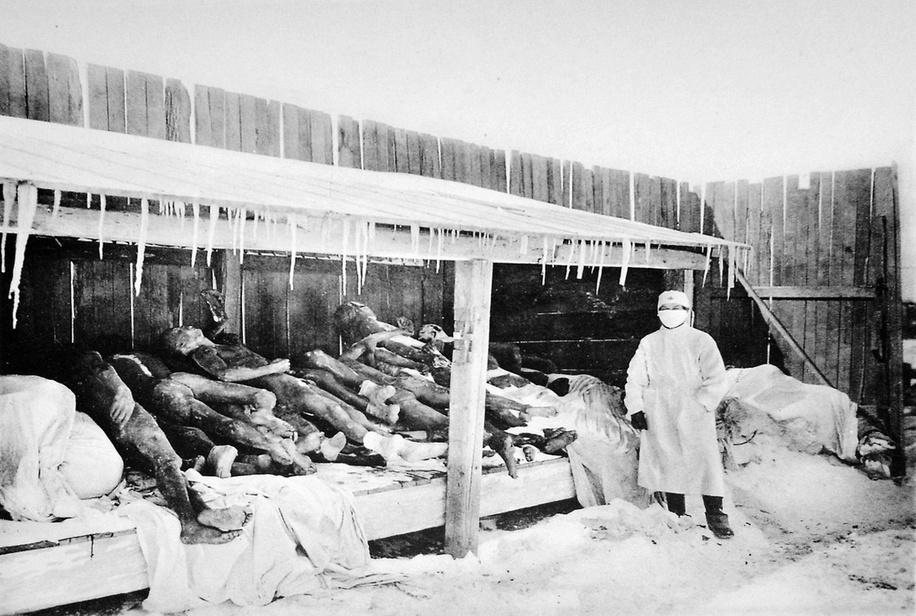
东北大鼠疫的死者

1911年4月3日至4月28日，11个国家的专家参加的“万国鼠疫研究会”在奉天召开，组织扑灭了东北大鼠疫的东三省防疫总医官伍连德博士担任会议主席。与会中外专家建议清朝政府在东三省设立永久性防疫机构，以防止瘟疫重来。
1911年5月20日，伍连德和哈尔滨海关监督汉斯·华特森（Hains Watson）共商在海关大楼创办北满防疫机构事宜。海关大楼位于哈尔滨火车站对面，即如今红军街的北苑商场大楼。当时该西洋建筑既为海关公署，也为海关监督的官邸。伍连德希望北满防疫机构的常年经费从海关税收中拨付。华特森及其密友、在北京的中国海关总税务司安格联（Francis Aglen）均对此持合作态度。伍连德和华特森在海关大楼内的华特森办公室工作三天，制订出预算方案。随后会同李家鏊完成了创建北满防疫机构规划的呈文。
此后，伍连德赴北京向清朝外务部呈报，再由外务部向清政府呈递。伍连德走访了颜福庆博士及驻北京外交使团与海关的人士，向他们介绍了此前“万国鼠疫研究会”会议情况及与会中外专家建议，还有呈文内容，获得了支持。初拟在北满创建防疫机构及多处医院，东三省地方政府筹措开办费用，常年开支由海关税项下拨付，每年7.8万卢布。（当时，中国海关遭列强把持，海关关税银用以“还洋债赔款”即庚子赔款，若动用关税银必须经过各国驻北京外交使团同意。）
伍连德回到奉天，拜访东三省总督赵尔巽，转达了“万国鼠疫研究会”的会议决议和清朝外务部的意见，赵尔巽即表赞同，拨出奉天库银14万两（18万元）用作防疫医院的开办费用，吉林巡抚陈昭常也同意划拨120亩（实为187亩）土地兴建哈尔滨医院，该土地位于新城区和傅家甸之间，紧靠东清铁路，地处如今滨江站附近的保障街一带。
1911年7月、8月间，伍连德率中俄联合考察队到中国满洲里和俄国境内考察鼠疫流行情况。其间，呈文已经获清政府同意。伍连德随即动手筹建，首先在哈尔滨海关大楼借用一间房作为临时筹建处，伍连德与助手陈祀邦等人开始组建防疫医院。不久，因为在此办公与海关相互打扰，乃另租一处房屋。1912年夏，滨江医院建成，乃迁入滨江医院（即如今的道外区保障街140号）办公。

### 经过
东三省防疫事务总处的前身是北满防疫处（North Manchurian Plague Prevention Service），1912年10月1日正式成立，总部（总医院）设在哈尔滨的滨江医院（哈尔滨医院）。该防疫处是当时世界上为数不多的防疫机构之一。
滨江医院（哈尔滨医院）是最先建成的医院，作为防疫处的总医院，和行政机构北满防疫处“两位一体”，伍连德任防疫处总办兼总医官，同时兼任滨江医院院长，防疫处其他医官也任滨江医院医生。此后陆续建成拉哈苏苏（1913年）、三姓（1913年）、大黑河（1914年）、牛庄（1918年）、满洲里（1924年）防疫医院。加上滨江医院共达6所。这些医院平时应诊，疫时防疫。防疫处有不少中外专家，设有先进的实验室及手术室，藏有完整的肺鼠疫标本及样本数据，防疫水平超过了俄国、日本，研究成果获国际认可，成为当时世界上知名的卫生机构之一。
1916年，防疫处改名为“东三省防疫事务总处”（英語：。但也有研究认为当时英文名称实际上继续沿用）。伍连德继续任该处的总办兼总医官。
1926年9月，伍连德在滨江医院院址创办了滨江医学专门学校（即哈尔滨医科大学的前身），这是中国东北地区中国人自办的第一所医学高校。
1931年九一八事变后，1932年初哈尔滨被日军占领。东三省防疫事务总处的中外专家陈永汉、林家瑞、伯力士（Pollitzer，R.）、叶默（Jettmar，H.）等人追随总办兼总医官伍连德博士赴上海，加入南京国民政府卫生署海港检疫管理处，继续开展卫生防疫工作。
1933年7月，满洲国民生部接管了东三省防疫事务总处，改为卫生实验所。1934年11月3日，改称卫生技术工厂哈尔滨分厂，从事疫苗制造、卫生试验检查、病原检索研究等等工作。

## 建筑
防疫处筹建时最初的办公地址是哈尔滨海关大楼，1990年代被拆除，原址兴建北苑商场大楼。1912年夏，滨江医院建成后，乃迁入滨江医院（即如今的道外区保障街140号）办公。此后防疫处在此正式成立，并一直在此办公。
今哈尔滨市道外区保障街140号的东三省防疫事务总处分为东院、西院。西院北部是1926年建成的主楼，曾为哈尔滨鼠疫研究所、滨江医院、东三省防疫事务总处所在地。西院南部是一栋二层楼，为附属建筑，曾为伍连德实验室，现辟为伍连德纪念馆。毗邻西院的东院设有隔离病房、模范肺鼠疫病房等建筑，现已无存。
1999年1月，“东北防疫管理处旧址”被列为第四批黑龙江省文物保护单位。这处旧址就是建于1926年的主楼。
2006年9月8日，哈尔滨医科大学80周年校庆时，举行伍连德纪念馆奠基典礼。哈尔滨医科大学筹资修复该旧址及其附属建筑，筹备在此成立伍连德纪念馆。经过一年多的工作，2007年初，一期工程完工，修复了旧址南侧建于1922年的附属建筑，预备作为伍连德纪念馆的馆址。2008年，修复了旧址建于1926年的主楼。但在修复主楼过程中，修复工程没有向哈尔滨市文物管理站报批，施工单位黑龙江省建一公司没有修缮文物保护单位的资质，修复过程中没有使用原工艺和原材料，对主楼造成了破坏。哈尔滨市文化市场稽查支队文物执法科对修缮单位下达了整改通知书。

## 伍连德纪念馆
2008年9月8日，哈尔滨医科大学82周年校庆之际，由哈尔滨医科大学筹建的伍连德纪念馆在道外区保障街140号正式建成开馆。纪念馆设在1922年建成的那栋附属建筑内，大门上挂有“伍连德纪念馆”匾额。伍连德纪念馆被评为哈尔滨市百姓最喜爱的文博馆之一。2010年，伍连德纪念馆被评为黑龙江省及哈尔滨市爱国主义教育基地。
伍连德纪念馆共设有五个展厅，两个场景复原。五个展厅的专题陈列分为“出生南洋 献身医学”、“扑灭鼠疫 功绩卓著”、“建树颇多 遗产丰厚”、“世人景仰 伟业永存”四部分。两个复原场景是伍连德博士办公室、伍连德博士实验室。伍连德纪念馆展出200多幅照片，及伍连德的有关历史资料、工作试验用品等等，其中大多数老照片都是伍连德亲自拍摄。在1910年东北大鼠疫爆发时，伍连德用相机拍下现场照片。此外，馆内还展出伍连德一生获得的数十枚奖章和勋章中的五枚，均为伍连德之女伍玉玲捐给该馆。藏品中还包括伍连德经典著作《鼠疫概论》1册。